# Erich Haase (Politiker)
Erich Haase (* 7. September 1928 in Großenhain) ist ein ehemaliger deutscher Politiker (SED). Er war Minister für Materialwirtschaft der DDR.

## Leben
Haase, Sohn eines Heizungsmonteurs, besuchte die Grund- und Oberschule. Er absolvierte eine Lehre zum Maurer und arbeitete anschließend in diesem Beruf. 1946 trat er der SED bei. 1946/47 holte er sein Abitur nach. Haase studierte anschließend bis 1952 an der TH Dresden und erwarb dort den Abschluss als Diplom-Wirtschaftler. Von 1952 bis 1956 war er Oberassistent, von 1956 bis 1958 stellvertretender Direktor des Instituts für Rechnungswesen und Finanzen der TH Dresden. 1956 wurde er zum Dr. rer. oec. promoviert.
Von 1958 bis 1961 wirkte er als Erster Stellvertretender des Hauptdirektors der VVB Maschinenbau und als Abteilungsleiter für Ökonomie. Ab 1961 war er Mitarbeiter, 1962/63 Abteilungsleiter Industrie des Volkswirtschaftsrates und ab 1963 Sekretär des Volkswirtschaftsrates.
1966 wurde Haase zum Ersten Stellvertreter des Ministers für Materialwirtschaft ernannt, vom 26. Juni 1968 bis November 1971 fungierte er als Minister für Materialwirtschaft der DDR und war Mitglied des Präsidiums des Ministerrates der DDR. Anschließend wirkte er bis 1989 als Staatssekretär im Ministerium für Materialwirtschaft und Leiter der Staatlichen Kommission für Materialwirtschaft beim Ministerrat der DDR.

## Auszeichnungen
- Vaterländischer Verdienstorden in Bronze (1969) und in Silber (1978)
- Orden „Banner der Arbeit“ (1973 und 1985)